# Rafael Masella
Rafael Masella (Mont-real (Canadà), 1 d'octubre, 1922 - Idem. 8 d'abril, 2006),
va ser un clarinetista, educador musical i compositor canadenc.
Masella va rebre la seva primera formació musical del seu avi Raffaele i del seu pare Frank Masella. Del 1935 al 1939 va estudiar clarinet a la Universitat McGill amb Joseph Moretti, i del 1939 al 1941 a la Juilliard School amb Jan Williams i Arthur Christman. Després va tornar a la Universitat McGill i va estudiar teoria musical amb Claude Champagne, així com harmonia i composició amb Henri Miro i Frank Hanson. Al Conservatori de París de 1946 a 1948 va completar la seva formació amb Auguste Périer i François Étienne.
El 1937, mentre era estudiant, Masella era membre de la "Canadian Grenadier Guards Band". De 1943 a 1950 va ser clarinetista principal de la banda de la Reial Força Aèria Canadenca. L'any 1947 va guanyar el segon premi al "Concours de Genève", convertint-lo en el primer premi canadenc d'aquesta competició. Aquell mateix any va tocar el Divertissement d'Émilien Allard per a clarinet i orquestra al Festival de Música Canadenca de París.
Amb Colombe Pelletier i Gilles Lefebvre va fundar el "Trio canadien" a París, que va actuar a França, Bèlgica, Luxemburg i Canadà el 1948. Entre 1950 i 1960 va actuar amb els seus germans Pietro i Rodolfo Masella com el "Masella Wind Trio". Del 1944 al 1946 i del 1948 al 1970 també va ser clarinet principal de l'Orquestra Simfònica de Mont-real. Com a convidat va aparèixer, entre altres coses, amb la "Little Symphonies Orchestra" de la CBC (al doble concert de Marius Flothius amb el saxofonista Arthur Romano, 1963) i la "McGill Chamber Orchestra" (amb l'"Andrew Twas Serenade", 1964), i va donar concerts amb la seva dona, l'arpista Dorothy Weldon.
Del 1955 al 1965 Masella va ensenyar al McGill Conservatory, del 1958 al 1988 al "Conservatoire de musique du Québec" i des del 1989 a la McGill University. Entre els seus alumnes hi havia Gilles Carpentier, Jean Laurendeau i Victor Sawa. La seva Fantasia per a piano va ser estrenada per "Fleurette Beauchamp-Huppé" el 1940. Les seves composicions també inclouen un Ave Maria per a soprano i piano (1941), un minuet per a piano, The Nanyon Parade (1941), un vals per a piano i banda militar (1942) i una sonata per a violí i piano (1949 de Norman Herschorn i Gilbert Hill es va estrenar). A més dels esmentats Pietro i Rodolfo, els seus germans Joseph, Alfred, Paul, Mario i Giulio Masella també es van donar a conèixer com a músics.